# Gandia
Gandia és una ciutat del País Valencià, capital de la comarca de la Safor. El seu terme municipal se situa al centre de la comarca, té una població de 75.798 habitants (INE 2020), encara que es calcula que la seua població flotant es troba entorn de les 100.000-120.000 persones, per la qual cosa es tracta de la setena ciutat més poblada i una de les més importants del País Valencià.
Des dels anys 60 del segle xx Gandia s'ha configurat com una de les principals destinacions turístiques valencianes, arribant a triplicar la seua població a l'estiu, quan augmenta fins als 320.000 habitants. Així mateix, el turisme ha esdevingut el principal motor econòmic de la ciutat.

## Geografia
El terme municipal de Gandia, amb 61,5 km², és al centre de la comarca de la Safor, i es poden vore, a grans trets, tres sectors clarament diferenciats a: el nord-est, als voltants de la urbanització de la platja, encara presenta formacions pantanoses en forma de marjal (marjal de Xeresa-Gandia), originàriament molt més extenses i que han sigut exposades històricament a un procés de dessecació; la part central, correspon a la plana al·luvial del riu Serpis —que drena l'horta del terme juntament amb el riu de Sant Nicolau— i l'altiplà de la Marxuquera. El sector nord-occidental és accidentat per l'alineació muntanyosa que continua la serra Grossa i el massís del Mondúber, amb terres calcàries i relleus càrstics, en gran part improductives, són considerades com a superfície forestal.

### Nuclis de població
El municipi de Gandia comprèn a banda de la ciutat, els barris marítims, Santa Anna (o Natzaret), les caseries i llogarets de Marxuquera (en part a Ador), l'Alqueria de Martorell, i, entre d'altres, els despoblats, hui partides rurals d'Alcodar, l'Alqueria d'en Foixet, l'Alqueria de Sobirà, l'Assoc, Benicanena, Morera i Rafalcaïd.
Al terme municipal de Gandia hi ha també els següents nuclis de població:
- Gandia (amb Beniopa, Benipeixcar, Santa Anna i l'Alquerieta de Martorell).
- el Grau de Gandia (amb Venècia, els Marenys de Rafalcaïd i la Platja de Gandia).
- Marxuquera (amb la Marxuquera Alta i Baixa).

### Límits
Gandia té com a límits per l'est, el mar Mediterrani, per l'oest els termes municipals de les localitats de Pinet, Llutxent i Ador, pel sud els de Palma de Gandia, el Real de Gandia, Benirredrà, Almoines, Bellreguard, Guardamar de la Safor i Daimús. La ciutat fita pel nord amb Xeresa i Xeraco. Totes elles estan situades a la comarca de la Safor.

### Clima
El clima de Gandia és mediterrani plujós, amb molta humitat tant en hivern com en estiu. Les pluges, encara que són prou abundants es concentren a la tardor i poden arribar a ser torrencials. De fet Gandia té un rècord de precipitació màxima en 24 hores de 720 mm el 3 de novembre de 1987. En eixa "gota freda" Gandia va arreplegar en dos dies 844 mm, rècord només superat per la veïna població de Xàbia. Per tant, està subjecta a fortes inundacions, sobretot a la vora del Serpis.

## Història
La cova del Parpalló i la cova de les Meravelles, paleolítiques, mostren les més antigues restes de poblament. També s'ha constatat el pas dels ibers i dels romans. Tot i que la procedència de la ciutat és àrab, no és fins a 1240, moment de l'ocupació cristiana del castell de Bairén per en Jaume I, quan es pot parlar de nucli urbà. L'emmurallament del poble propicià l'agrupament dels diversos nuclis poblats dispersos pel terme. El 1311 Jaume el Just concedí a la vila el privilegi de fer una fira per Sant Miquel, i en 1323 concedí al seu fill, l'infant Pere de Ribagorça, el senyoriu de la vila.

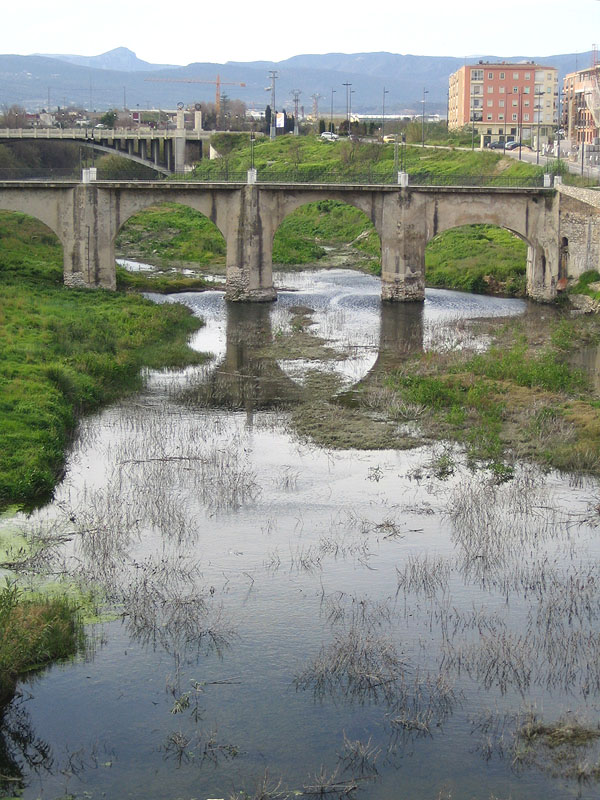
El Riu Serpis al seu pas per Gandia

L'any 1359 va heretar la vila el fill de l'infant, Alfons Aragó i Foix, de malnom el Vell. Quaranta anys després, en 1399, va rebre d'en Martí l'Humà el títol de duc, amb Gandia com a centre del ducat, i va establir-hi una cort famosa en l'època. El seu fill Alfons el Jove continuà la tasca de son pare: impulsà el conreu de la canya de sucre i la indústria, edificà el Palau Ducal, el Monestir de Sant Jeroni de Cotalba, reformà la col·legiata i continuà potenciant la cort que albergà figures literàries com Ausiàs March (Gandia i Beniarjó es disputen ser la ciutat de naixement de March), Joanot Martorell o Joan Roís de Corella. A la seua mort sense descendència es produí un plet per la successió dels seus territoris, que es va resoldre amb el pas de Gandia a Hug de Cardona. El 1433 la rebé l'infant Joan, qui la va cedir el 1439 a son fill, el príncep Carles de Viana; a la seua mort, el 1461, passà a la Corona. El 1485 el ducat és adquirit per Roderic de Borja (futur papa Alexandre VI) per al seu fill Pere Lluís Borja, després de satisfer un deute que el rei tenia des del 1470 amb la ciutat de València, en el qual Gandia actuava com a penyora. A la mort de Pere, el va succeir son germà Joan Borja, qui maridà amb Maria Enríquez, cosina de Ferran el Catòlic. D'eixe matrimoni va nàixer Joan de Borja, qui va quedar orfe molt menut per l'assassinat de son pare a Roma l'any 1497, i que fou pare de Francesc Borja. La indústria sucrera es trobava al seu apogeu i ocupava mig miler de persones en una dotzena de trapigs. El nou duc emprengué una tasca urbanitzadora (segona muralla) i cultural que dugué la ciutat a una etapa d'apogeu cultural i polític, a l'estil renaixentista italià. El 1550, quan ingressà en la Companyia de Jesús, abdicà en son fill, Carles Borja, el qual contragué matrimoni amb Magdalena Centelles i Folch, germana i hereva del comte d'Oliva, i mantingué Gandia com un dels nuclis més influents i poderosos del panorama, fins a l'endeutament de la noblesa i les Germanies, que en la batalla del Vernisa, o de Gandia, derrotaren l'exèrcit reialista, saquejaren el palau ducal i atacaren el raval, o moreria.
Gandia era una vila que vivia del conreu de la canya de sucre, i l'expulsió morisca delmà la població en un terç, de la qual cosa va trigar vora 150 anys a recuperar-se; la decadència del conreu de la canya de sucre i la pesta portaren aires de crisi que va haver d'afrontar el quart duc Francesc de Borja, el qual, però, va escometre l'ampliació del recinte urbà amb la construcció de la Vila Nova i un nou cinturó de muralles que incloïa el col·legi de Sant Sebastià (el qual edifici encara es conserva), convertit en Universitat el 1548 i que deixà de funcionar el 1772, sense arribar a ser mai un centre important. La pèrdua dels Furs a conseqüència de la guerra de Successió, en què Gandia va donar suport al Borbó, va ocórrer en un moment en què els ducs havien abandonat Gandia, que obtingué el títol de ciutat per privilegi de Felip V, el Socarrat, per instal·lar-se a Madrid d'on tornaven en comptades ocasions, la qual cosa suposà el floriment de moviments antisenyorials i la decadència de la vida ciutadana.
El 1740 Lluís Ignasi de Borja va morir sense descendència i el ducat va passar als Benavente i, després, als Osuna, actuals posseïdors del títol. La reactivació econòmica durant el segle xviii vingué de la mà del canvi en els conreus: s'abandona la canya de sucre i s'aposta per la morera i la criança de cucs, que arriben a constituir-hi una important indústria, a la fi del segle xviii hi ha un miler de telers de cinta de seda i 24 d'altres teixits. L'adobament de pells i la fabricació de rajoles i taulells també digueren la seua en l'esmentada reactivació. Al segle xix és la seda la que entra en crisi i deixa pas al vinyet, que rere l'epidèmia de fil·loxera deixa el pas al taronger.
L'any 1881 comença la demolició de les muralles, surt al carrer el primer periòdic de la ciutat, El Litoral, i arriben les primeres màquines de vapor al tramvia, que unia Gandia amb Carcaixent, per substituir les cavalleries i perllongar la línia fins a Dénia. Tanmateix des del 1890 el tren conegut popularment com dels anglesos o la Xitxarra unia ja Alcoi amb el Grau de Gandia. El patrici local Sinisalbo Gutiérrez feu les gestions oportunes amb la companyia anglesa que va instal·lar este ferrocarril per a construir, el 1893, el port de Gandia, que era anomenat des de temps medievals i que significà la revitalització per a la ciutat i la seua conversió definitiva en el municipi més important de la zona. La seua construcció provocà l'impuls del conreu del taronger, que convertiria el Grau de Gandia en el primer port taronger valencià, si bé la presència d'altres tipus de transport disminuí més endavant la seua importància. El 1908 es produí la primera crisi de la taronja per problemes d'ajustament del mercat. Als anys vint del passat segle s'inicià una recuperació que afavorí una ràpida expansió. Els anys anteriors a la guerra de 1936-1939 hi havia una majoria anarquista al Grau, mentre que a la ciutat el corrent principal era de signe blasquista: radical i anticlerical; des dels anys cinquanta hi ha hagut un ràpid creixement demogràfic el motiu del qual cal cercar-lo en el fort corrent immigratori, atret per l'auge del turisme i el sector servicis, procedent de la resta de la comarca i de l'interior del País, i també d'Andalusia i La Manxa. El 1965 s'annexionaren els municipis de Beniopa i Benipeixcar.
El 2018 el Ministeri d'Hisenda alertà que Gandia és un dels tretze ajuntaments més morosos de l'Estat Espanyol.

## Demografia
Segons el darrer cens (INE 2011), el municipi de Gandia té una població de 77.595 habitants, que ocupen els nuclis de població de la ciutat de Gandia, el Grau i la Platja i Marxuquera. El 22% de la població censada és de nacionalitat estrangera (INE 2011).
No obstant es calcula que durant els mesos d'estiu la població de la ciutat està entre 140.000 / 180.000 habitants. procedents d'altres zones d'Espanya, en particular de Madrid, i de l'estranger que ve a passar les vacances en els seus propis apartaments, o en lloguers. S'ha dit que la platja d'esta ciutat és una de les millors del mediterrani peninsular, per la seua gran extensió litoral. Existix a més un bell passeig marítim que recorre tota esta extensió.
| 8.881 | 8.723 | 11.304 | 14.558 | 15.790 | 17.217 | 23.484 | 23.898 | 24.176 | 41.984 | 48.494 | 52.000 | 59.123 | 77.421 | 79.958 | 76.497 |

- Les dades de 1857 a 1960 inclouen als antics municipis independents de Beniopa i Benipeixcar, annexionats pel municipi de Gandia entre 1960 i 1970.

## Economia
A hores d'ara el sector econòmic principal és el turisme, que fa de Gandia una potència del sector, i, com a conseqüència els serveis i el sector immobiliari. El sector industrial també abasta importància. A l'agricultura no es dedica més que el 4% de la població.

## Política i Govern

### Composició de la Corporació Municipal
El Ple de l'Ajuntament està format per 25 regidors. En les eleccions municipals de 28 de maig de 2023 foren elegits 12 regidors del Partit Socialista del País Valencià (PSPV-PSOE), 10 del Partit Popular (PP), 2 de Més Gandia-Acord per Guanyar (Compromís-EUPV-Podem) i 1 de Vox.
| Eleccions municipals de 28 de maig de 2023 - Gandia                                                                                                 |                                                     |                                     |                                     |         |          |          |
| Candidatura | Candidatura                                         | Candidatura                         | Cap de llista                       | Vots    | Vots     | Regidors |
| | Partit Socialista del País Valencià-PSOE            |                                     | José Manuel Prieto Part             | 14.338  | 41,41%   | 12 (+1)  |
| | Partit Popular                                      |                                     | Juan Carlos Moragues Ferrer         | 12.054  | 34,81%   | 10 (+1)  |
| | Més Gandia-Acord per Guanyar (Compromís-EUPV-Podem) |                                     | Alícia Izquierdo Sese               | 4.652   | 13,97%   | 2 (-2)   |
| | Vox                                                 |                                     | José Manuel Millet Frasquet         | 2.314   | 6,68%    | 1 (+1)   |
| | Altres candidatures                                 |                                     |                                     | 2.432   | 7%       | 0 ( -1)  |
| | Vots en blanc                                       |                                     |                                     | 374     | 1,108%   |          |
| Total vots vàlids i regidors | Total vots vàlids i regidors                        | Total vots vàlids i regidors        | Total vots vàlids i regidors        | 34.621  | 100 %    | 25       |
| | Vots nuls                                           | Vots nuls                           | Vots nuls                           | 380     | 1,08%    |          |
| Participació (vots vàlids més nuls) | Participació (vots vàlids més nuls)                 | Participació (vots vàlids més nuls) | Participació (vots vàlids més nuls) | 35.001  | 67,20%** |          |
| Abstenció | Abstenció                                           | Abstenció                           | Abstenció                           | 17.083* | 32,79%** |          |
| Total cens electoral | Total cens electoral                                | Total cens electoral                | Total cens electoral                | 51.007* | 100 %**  |          |
| Alcalde: José Manuel Prieto Part (PSPV) (17/06/2023) Per majoria absoluta dels vots dels regidors (14 vots: 12 de PSPV i 2 de Compromís-Més Gandia) |                                                     |                                     |                                     |         |          |          |
| Fonts: JEZ Elx, M. Interior, Periòdic Ara. (* No són vots sinó electors. ** Percentatge respecte del cens electoral.)                               |                                                     |                                     |                                     |         |          |          |

### Eleccions municipals des de 1979
L'evolució en el repartiment dels regidors per partits polítics des de les eleccions municipals de 1979 és la següent:
| Històric de regidors a l'ajuntament de Gandia |              |      |      |      |      |      |      |      |      |      |      |      |      |
| Candidatura                                   | Candidatura  | 1979 | 1983 | 1987 | 1991 | 1995 | 1999 | 2003 | 2007 | 2011 | 2015 | 2019 | 2023 |
|                                               | PSPV-PSOE    | 6    | 9    | 10   | 11   | 10   | 12   | 10   | 12   | 10   | 7    | 11   | 12   |
|                                               | AP / PP      | 1    | 6    | 6    | 7    | 9    | 11   | 12   | 9    | 13   | 12   | 9    | 10   |
|                                               | UPV/BLOC/Més | 0    | 3    | 3    | 3    | 2    | 2    | 3    | 2    | 2    | 5*   | 4*   | 2*   |
|                                               | PCE / EUPV   | 2    | 1    | 0    | 0    | 2    | 0    | 0    | 0    | 0    | *    | *    | *    |
|                                               | Vox          |      |      |      |      |      |      |      |      |      |      | 0    | 1    |
|                                               | Cs           |      |      |      |      |      |      |      |      |      | 1    | 1    | 0    |
|                                               | PdG          |      |      |      |      |      |      |      | 2    | 0    |      |      |      |
|                                               | UV           |      |      | 2    | 4    | 2    | 0    | 0    | 0    |      |      |      |      |
|                                               | CDS          |      | 0    | 2    | 0    |      |      |      |      |      |      |      |      |
|                                               | OIV          |      |      | 2    | 0    |      |      |      |      |      |      |      |      |
|                                               | AE2/Indep    | 1    | 2    |      |      |      |      |      |      |      |      |      |      |
|                                               | UCD          | 7    |      |      |      |      |      |      |      |      |      |      |      |
|                                               | AE1          | 2    |      |      |      |      |      |      |      |      |      |      |      |
|                                               | AE3          | 2    |      |      |      |      |      |      |      |      |      |      |      |
| Fonts: Ministeri de l'Interior                |              |      |      |      |      |      |      |      |      |      |      |      |      |

### Alcaldes
Des del 2021 l'alcalde de Gandia és en José Manuel Prieto Part del PSPV.
| Període                       | Alcalde o alcaldessa                        | Partit polític | Data de possessió     | Observacions        |
| ----------------------------- | ------------------------------------------- | -------------- | --------------------- | ------------------- |
| 1979–1983                     | Juan Román Catalá                           | UCD            | 19/04/1979            | --                  |
| 1983–1987                     | Salvador Moragues Bertó                     | PSPV-PSOE      | 28/05/1983            | --                  |
| 1987–1991                     | Salvador Moragues Bertó                     | PSPV-PSOE      | 30/06/1987            | --                  |
| 1991–1995                     | Josefa Frau Ribes                           | PSPV-PSOE      | 15/06/1991            | --                  |
| 1995–1999                     | Josefa Frau Ribes                           | PSPV-PSOE      | 17/06/1995            | --                  |
| 1999–2003                     | Josefa Frau Ribes                           | PSPV-PSOE      | 03/07/1999            | --                  |
| 2003–2007                     | José Manuel Orengo Pastor                   | PSPV-PSOE      | 14/06/2003            | --                  |
| 2007–2011                     | José Manuel Orengo Pastor                   | PSPV-PSOE      | 16/06/2007            | --                  |
| 2011–2015                     | Arturo Torró Chisvert                       | PP             | 11/06/2011            | --                  |
| 2015–2019                     | Diana Morant Ripoll                         | PSPV-PSOE      | 13/06/2015            | --                  |
| 2019-2023                     | Diana Morant Ripoll José Manuel Prieto Part | PSPV-PSOE      | 15/06/2019 11/07/2021 | Incompatibilitat -- |
| Des de 2023                   | José Manuel Prieto Part                     | PSPV-PSOE      | 17/06/2023            | --                  |
| Fonts: Generalitat Valenciana |                                             |                |                       |                     |

## Edificis d'interés

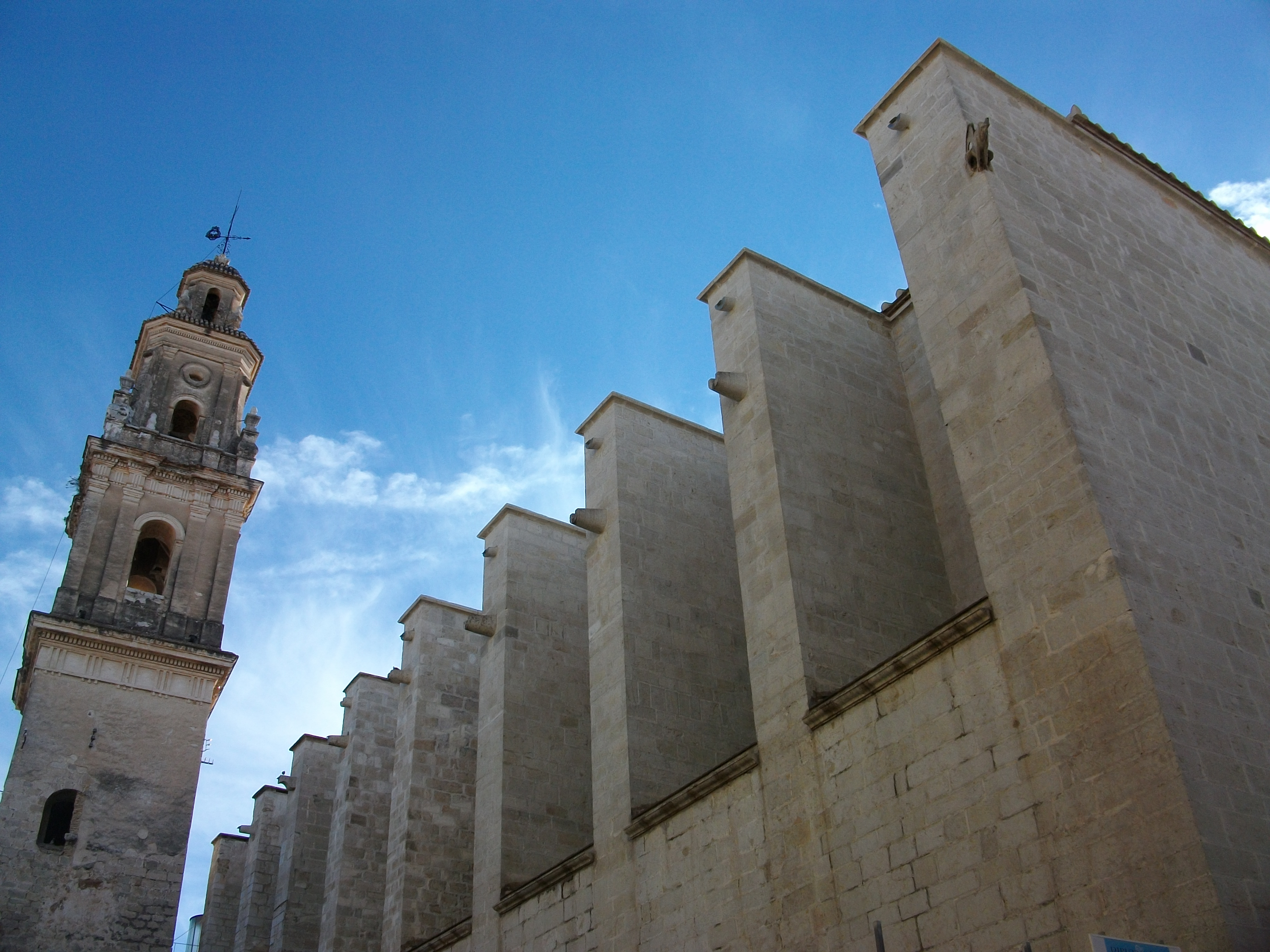
Col·legiata de Santa Maria

### Edificis religiosos
- Col·legiata de Santa Maria: Popularment La Seu, es va construir sobre una antiga església visigòtica que esdevindria, al seu torn, mesquita. D'una sola nau de cinc trams, coberta de creueria, capelles laterals entre els grossos contraforts i presbiteri rectangular. El 1499 el papa Borja, Alexandre VI, l'elevà a categoria de col·legiata. Va ser declarat Monument Històrico-Artístic el 1931. Durant la Guerra Civil fou incendiada i va perdre gran part del seu patrimoni, entre d'altres el retaule de Paolo de San Leocadio, de Damià Forment. Va ser restaurada en la dècada dels quaranta del segle xx.
- Església de Sant Nicolau: Construïda a finals dels anys 50 i principis dels 60 del segle xx. Es troba al Grau de Gandia i va ser construïda amb formigó, rajola i pedra.
- Convent de Sant Roc: Convertit en l'Arxiu Municipal i Biblioteca Central de la Ciutat.
- Ermita de Santa Anna: segle xviii, completament remodelada en els anys vuitanta.
- Sant Josep del Raval: 1744-1801.
- Santa Maria Magdalena de Beniopa: 1804-1837 Neoclàssica.
- Nostra Senyora del Mondúber de Marxuquera.
- Convent de Santa Clara. Convent de clausura fundat al Segle XV i actualment habitat per monges de l'Orde de les Clarisses Coletines.
- Escoles Pies de Gandia: Antiga Universitat fundada per Francesc de Borja, remodelada el 1992 i el 1998. Actualment alberga la UNED, l'Escola Permanent d'Adults i el col·legi dels Escolapis. En la plaça que li dona accés han estat ubicades cinc estàtues dels cinc membres més rellevants de la família Borja: Sant Francesc de Borja, Lucrècia, Calixt III, Alexandre VI i Cèsar, realitzades pel valencià Manuel Boix.

### Edificis civils
El 1998 va remodelar-se tot el centre històric de Gandia amb la conversió en zona de vianants de diversos carrers, la qual cosa va comportar un ritme de vida més tranquil i la pacificació del trànsit rodat al centre de la ciutat.
- Palau Ducal: Residència dels Ducs Reials d'Aragó abans de ser-ho dels Borja. És l'edifici més visitat i conegut de Gandia. Edificat en estil gòtic català va ser adquirit, gairebé en ruïnes, pels jesuïtes en pública subhasta, en 1887. El 1964 va ser declarat Monument Històric Nacional i el 1995 va sofrir una pregona rehabilitació que va deixar-lo en la situació actual. De l'interior del palau cal mencionar: el pati d'armes, saló de les Àguiles, galeria Daurada, capella, i dormitori de Sant Francesc de Borja.
- Muralles de Gandia: Encara que la gran majoria de la muralla va ser destruïda, encara queden algunes restes que van ser declarades com a Bé d'Interés Cultural (BIC), entre les quals destaca el Torrelló del Pi. Van ser construïdes al segle xiii després de la conquesta cristiana per Jaume I i foren enderrocades en el segle xix.
- Alqueria fortificada Torre dels Pares. Antic edifici fortificat amb torre de guaita alta que possiblement data del segle xiv. Es troba a la carretera que connecta amb Daimús.
- Alqueria del Duc: Edifici medieval fortificat que fou restaurat per l'ajuntament, que va adquirir-lo en ruïnes, el 1981, i on s'ha instal·lat l'Escola d'Hoteleria Comarcal. Conserva una sénia, el celler i un rellotge de 1780. Està declarada d'interés històric-artístic.
- Ajuntament: Neoclàssic, de 1778. Restaurat el 1998, sols conserva la façana original.
- Hospital de Sant Marc. Construcció de la darreria del segle xiv, deguda a Alfons el Vell. És d'estil gòtic. Actualment alberga el Museu Arqueològic de Gandia, el MAGA.
- Casa-Palau dels Marquesos de González de Quirós: Construïda al final del segle xix, actualment és la Casa de la Cultura
- Teatre Serrano: Reobert el 2006, té elements modernistes.
- Edifici la TASA. Edifici racionalista que data de 1934. Es troba a l'eixida sud de la ciutat cap a Alacant.
- Trinquet El Zurdo. Construït en 1952, va ser el trinquet de capçalera de Gandia. Era conegut com la Catedral del raspall per ser durant més de 50 anys centre neuràlgic dels aficionats al raspall, modalitat de joc de la pilota valenciana. Fou enderrocat el 24 de juny de 2007.
- El Morabet: Construcció de difícil datació, possiblement del segle xvii. Es troba al pla de Marxuquera, al costat de la carretera d'Albaida.
- Castell de Bairén: D'origen musulmà, segle xi. Després de diferents usos civils i militars en el segle xvii restava en ruïnes. L'ajuntament l'adquirí i una escola-taller realitza els treballs de recuperació i rehabilitació tendents a la ubicació d'un parc arqueològic.

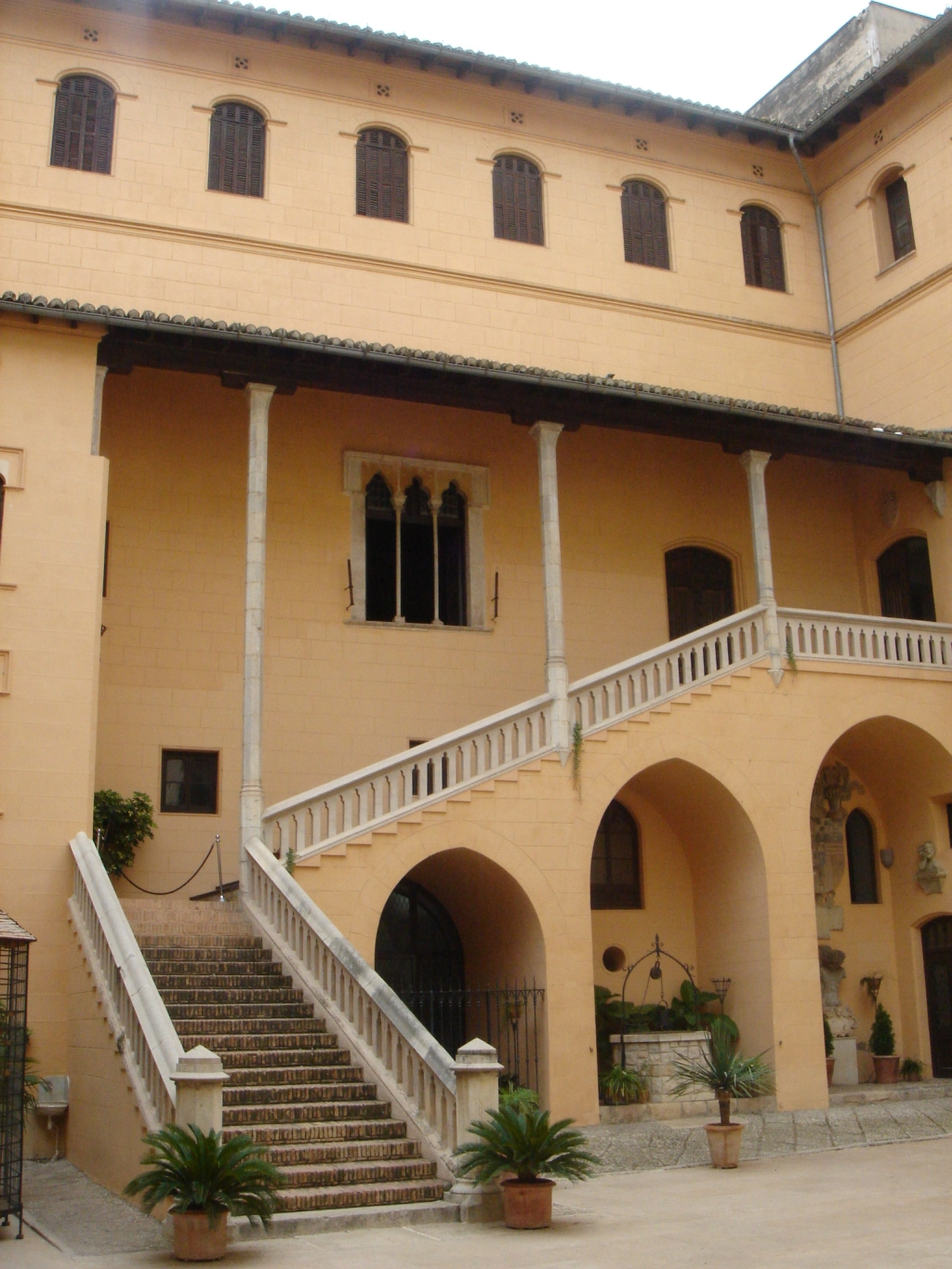
Palau ducal de Gandia
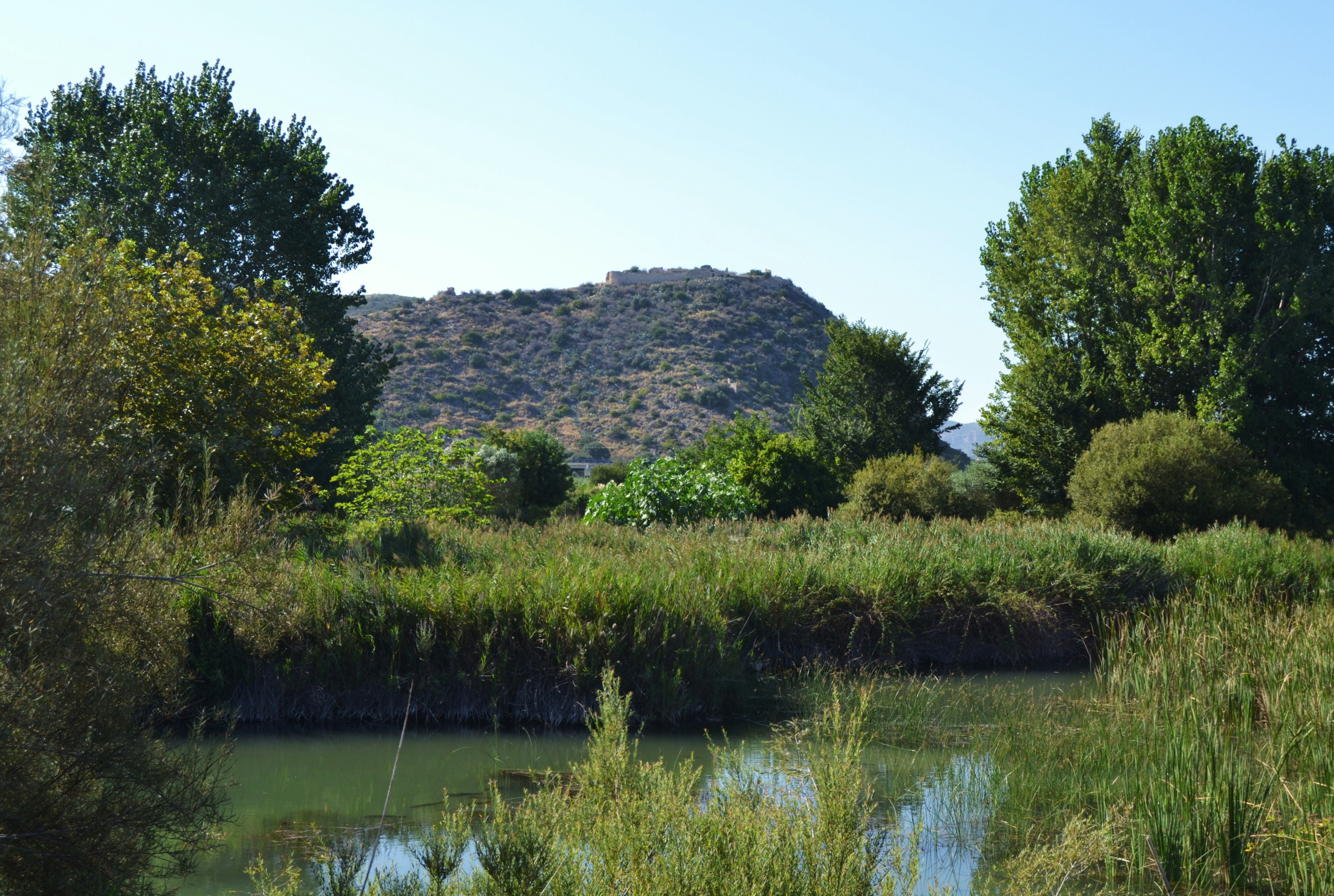
Vista del castell de Bairén des de l'ullal de l'Estany a Gandia
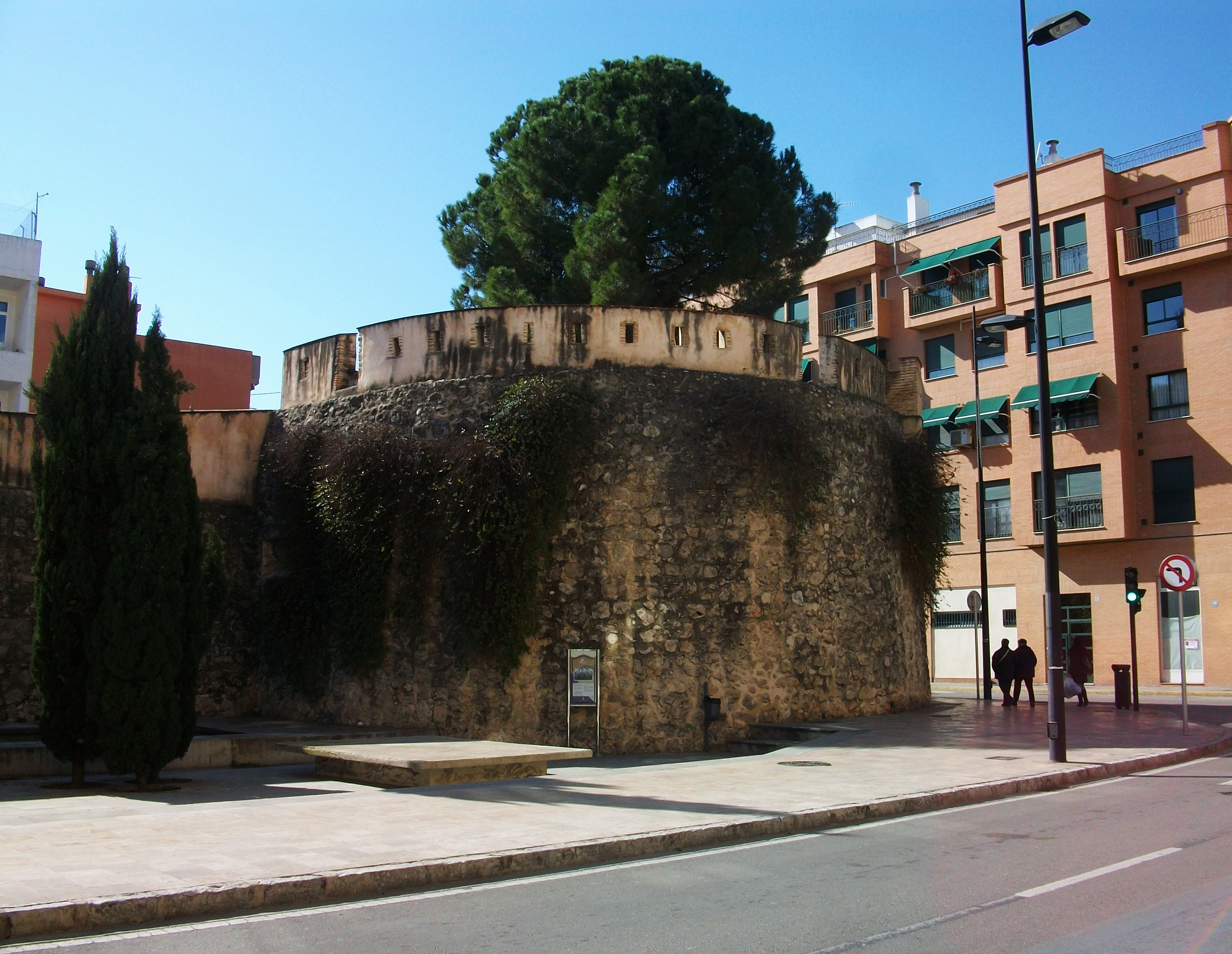
Restes de les Muralles de Gandia, el Torrelló del Pi
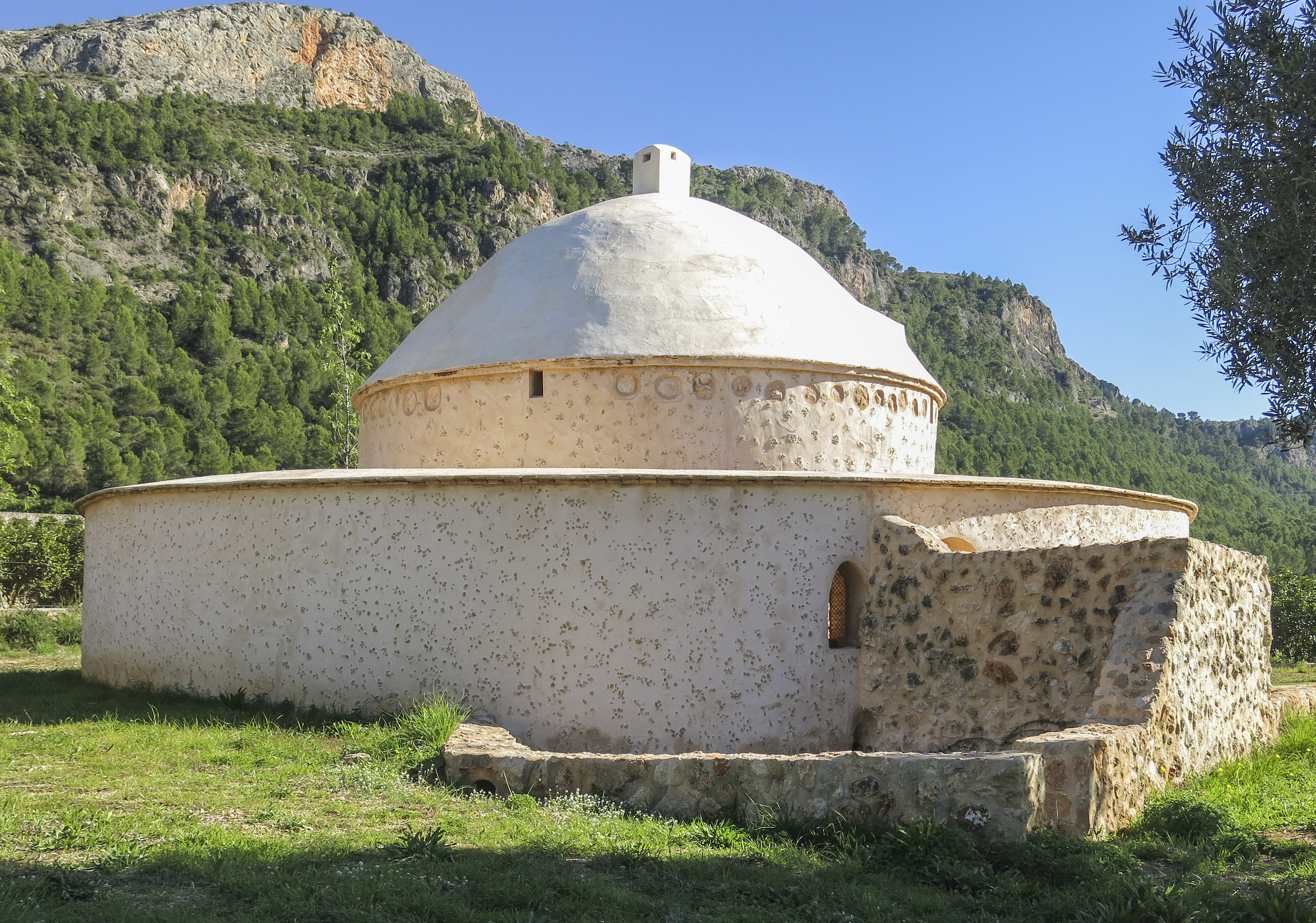
El Morabet

## Gastronomia
Els arrossos, tenen una especial arrel a Gandia, però és la fideuà, segons molts originària d'ací, l'estrela de la gastronomia gandiana. Els peixos i el marisc i els dolços, reminiscències de la canya del sucre, també tenen la seua importància a l'hora de parlar de la gastronomia local.

## Festes i cultura

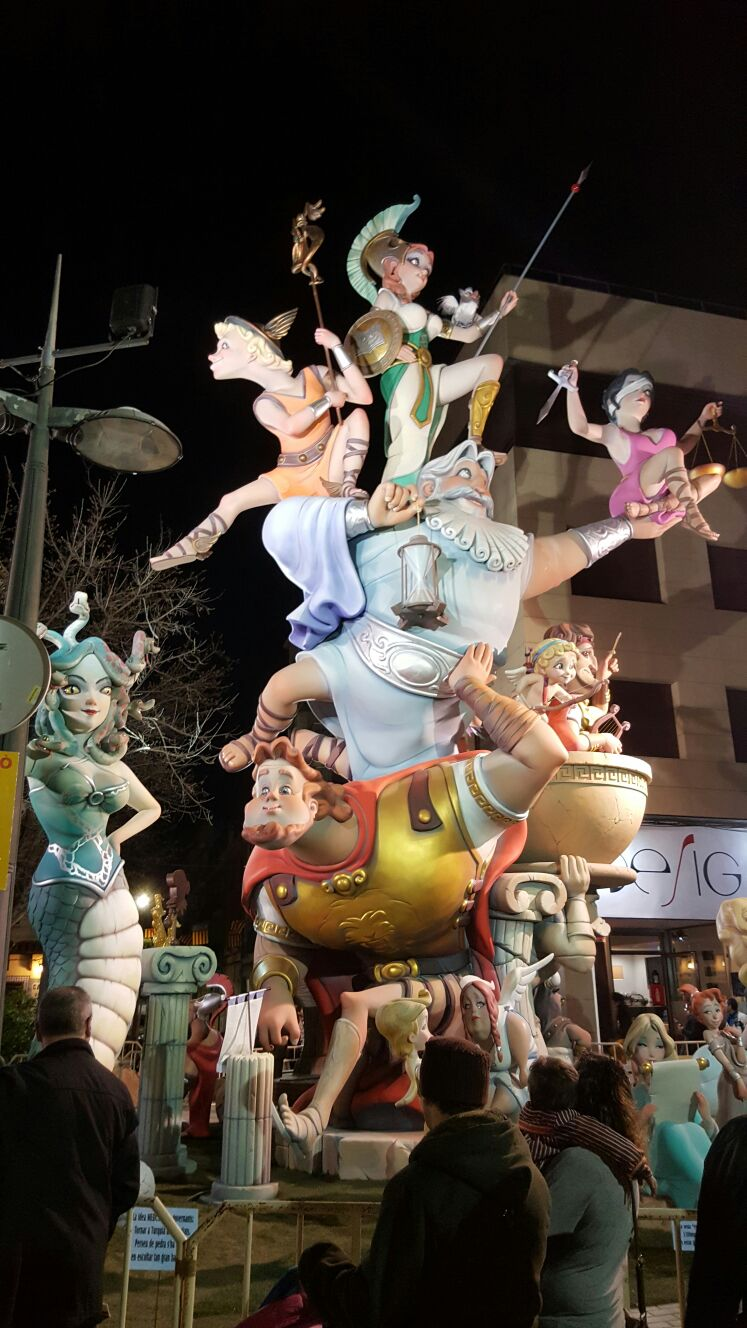
Falles en 2016.

Sobre qualsevol celebració festiva de les moltes que hi ha al cap de l'any sobresurten les falles, amb més de 115 anys d'història a la ciutat, i la Setmana Santa, datada de mitjan segle xix i amb molta tradició. Les seues festes en honor de Sant Francesc de Borja, el seu patró, són al final de setembre i principi d'octubre. En la Fira i Festes destaca per la seua importància el personatge del Tio de la Porra.
Hereva d'una llarga època d'esplendor cultural, Gandia és la seu de diverses activitats culturals, com ara el Festival Internacional de Música o la convocatòria de Premis Literaris Ciutat de Gandia. Dins els Premis Literaris Ciutat de Gandia s'inclouen el Premi Joanot Martorell de narrativa, que se celebra des de 1979, i el Premi Ausiàs March de poesia que es va crear en 1959.
Com en tota la Safor, a Gandia hi ha molta afició a la pilota valenciana. Des dels anys 50 del segle xx fins al 2007 Gandia va comptar amb un trinquet anomenat El Zurdo, que fou conegut com La catedral del Raspall i que va ser assolat per a construir-hi un bloc de pisos.

## Educació

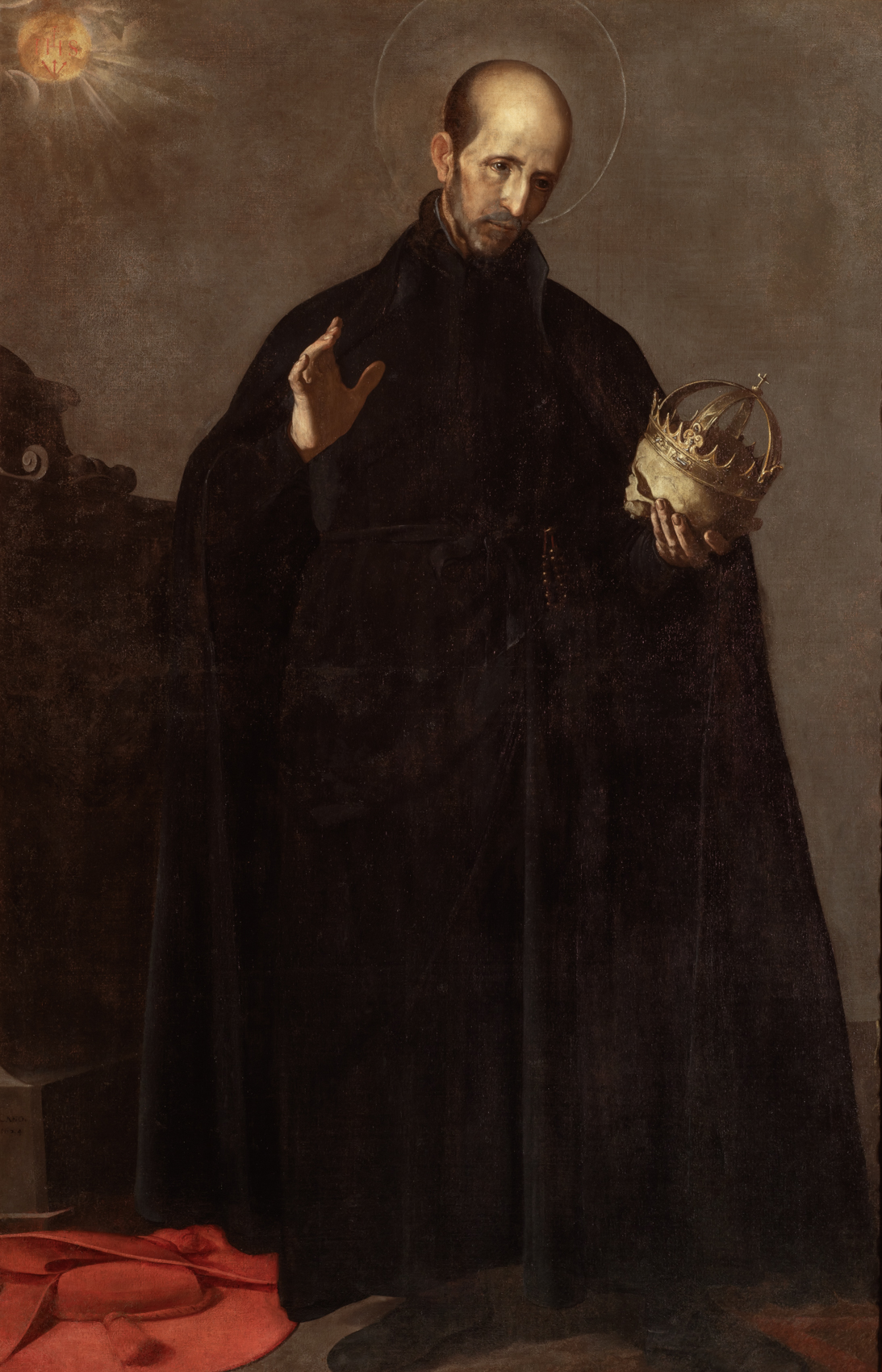
Sant Francesc de Borja oriünd de Gandia, per Alonso Cano (Museu de Belles Arts de Sevilla)

Hi tenen representació les dues universitats més importants del País Valencià: la Politècnica, amb el Campus de Gandia i la de València amb la Universitat d'Estiu. També la UNED hi té seu i des de novembre de 2008 Gandia forma part de la Fundació Ramon Llull.

## Persones il·lustres
- Alfons IV de Ribagorça (1322-1412), Marquès de Villena, comte de Ribagorça i duc de Gandia. Alfons el Vell.
- Ausiàs March (1400-1459), poeta.
- Joan Roís de Corella (1435-1497), poeta.
- Joan II Borja (1493-1543), Duc de Gandia i Baró de Llombai.
- Sant Francesc de Borja (1510-1572), religiós i sant.
- Joanot Martorell (1413 ó 1415-1465), escriptor de Tirant lo Blanch.
- Carles Borja (1530-1592), Duc de Gandia i Marqués de Llombai.
- León de Arroyal, escriptor del sigle xviii.[cal citació]
- Benet Sanz i Forés, bisbe i cardenal.
- José María Úbeda Montés, compositor i organista.
- Manuel Climent i Cavedo, organista i compositor.
- Gonçal Castelló i Gómez-Trevijano, escriptor.
- Lluís Català i Serra, impressor i editor.
- Enrique Nieulant Sereis, militar i polític valencià.
- Josep Rausell Malonda, escriptor.
- Francesc Torrent i Guasp, cardiòleg.
- Alex Alemany, pintor.
- Francesc Candela i Escrivà, advocat i polític valencià.
- Ignasi Mora i Tarrazona, periodista i escriptor.
- Rafael Gomar i Lloret, escriptor i articulista.
- Teresa Pascual i Soler, poetessa i escriptora.
- Antoni Diéguez Seguí, polític mallorquí del PSIB-PSOE.
- Joan M. Monjo, escriptor.
- Jesús Eduard Alonso López, Director de l'Arxiu Històric de la Ciutat de Gandia.
- Néstor Novell i Sanxo, economista.
- Àngels Moreno, escriptora.
- Ignasi Moreno Gutiérrez, dramaturg.
- Eva Dénia, cantant, guitarrista i lletrista.
- Ximo Rovira, presentador de televisió.
- Alfred Boix Pastor, polític socialista.
- Carles Dénia Moreno, cantaor de cant d'estil, guitarrista, compositor i arranjador.
- Fèlix Peñarrubia Larrosa, pilotaire.
- Erika Sanz, actriu i ballarina.[cal citació]
- Àngel Reig Sànchez, murler i pilotaire.
- Juanjo Triguero, jugador de bàsquet.
- Raúl Bravo futbolista.
- Josep Piqueras i Cabanilles (1819-1870) religiós i compositor musical.
- Josep Camarena Mahiques. professor, historiador i investigador.
- Joan Climent i Pascual poeta valencià
- Maria Enríquez i de Luna duquessa regent del ducat de Gandia (1497-1511)